# Остров Баренца
О́стров Ба́ренца (норв. Barentsøya) — необитаемый остров в составе архипелага Шпицберген. Расположен в восточной части архипелага, между островами Эдж и Западный Шпицберген. При площади в 1288 км², остров Баренца является четвёртым по величине в архипелаге. Назван в честь голландского исследователя и мореплавателя В. Баренца.

## География и климат
Остров образован горизонтально лежащими мезозойскими известняками и сланцами, под которыми находятся складчатые сильно метаморфизированные палеозойские породы. В западной части острова расположена образованная базальтами возвышенность.
Почти половина территории острова, 558 км², покрыта ледником, остальная часть представляет собой арктическую тундру.